# 日鮮海運
日鮮海運株式会社（にっせんかいうん、英: Nissen Kaiun）は、愛媛県今治市伯方町（伯方島）に本社を置く1889年創業の日本の海運会社。船舶を保有し、国内外の海運会社に貸し出す船舶貸渡業（船主）を営んでいる。ばら積み船、コンテナ船、タンカー、LNG船など国内有数の船隊規模を有している。

## 概要
戦前から木造船による海運業を生業としてきたが、経営者の阿部国夫が戦争に徴兵された事から、徴兵と同時に保有する船舶を全て売却。戦後は、復興に向けて経済が動き始めると輸送需要に併せて80トン型木造船を建造し再出発した。1951年には150トン型中古木造船を追加し、1952年には300トン型木造船を新造した。その後は、今治造船の檜垣俊幸の勧めで、初の鋼船「日鮮丸」（411総トン型貨物船）を建造し、1958年8月に就航させた。
1959年に個人経営を改め、株式会社化。1963年2月には「日洋丸」（602総トン）、1964年11月には「日照丸」（999総トン）を就航させた。
1965年初めからは近海船に目を向けるようになり、6,000トン型を含め近海船3隻を建造して近海船分野に進出。その後は遠洋船分野に進出し、更には外航船分野に進出し業容を拡大している。系列の日興汽船株式会社、協和汽船株式会社等関連企業の保有船も含め、多数の船舶を保有している。2022年には三井E&Sホールディングスより四国ドックの株式49.5％を取得し傘下に収めた。
ばら積み船を中心にコンテナ船も含めて約120隻を保有している。

## 関連会社
- 日興汽船株式会社
- 協和汽船株式会社
- 四国ドック株式会社
- SOUTHERN ROUTE MARITIME, S.A.